# یلنا پترووا (جودوکار)
یلنا پترووا (انگلیسی: Yelena Petrova؛ زادهٔ ۱۳ اکتبر ۱۹۶۶) جودوکار اهل روسیه بود.